# Fremdbeurteilung
Unter Fremdbeurteilung wird im Rahmen der Psychologischen Diagnostik die Einbeziehung von Urteilen Dritter über die zu diagnostizierende Person verstanden, welche deren Selbstbeurteilung und sonstige durch den Diagnostiker gewonnenen Informationen ergänzen. Im Rahmen der Multimodalen Diagnostik dient dies dem Vergleich zwischen aufgrund verschiedener Datenebenen und -quellen gefundenen Informationen, um z. B. Widersprüche zwischen der Selbstbeurteilung der betroffenen Person und der Fremdeinschätzung in seinem Umfeld festzustellen, die Ursachen oder Bedingungen von Konflikten und Problemverhalten sein können.
Das Fremdurteil kann ebenso Urteilstendenzen oder -fehlern unterliegen wie das Selbsturteil, beide haben nicht den Anspruch der „objektiven Richtigkeit“.
Beispiele sind
- Vergleich zwischen der Selbsteinschätzung einer Person und der entsprechenden Fremdbeurteilung (Fremdbild) durch den Partner, vgl. z. B. Gießen-Test
- Personaldiagnostik: Vergleich zwischen der Selbstbeurteilung eines Vorgesetzten mit der entsprechenden Fremdbeurteilung durch Untergebene, siehe auch Vorgesetztenbeurteilung bzw. 360°-Feedback
- Diagnostik von Kindern und Jugendlichen: Beurteilung insbesondere der Persönlichkeitsmerkmale und Entwicklung durch Eltern oder Erzieher, wenn die Fähigkeit zur Selbstreflexion der Diagnostizierten noch nicht ausreichend entwickelt für eine differenzierte eigene Beurteilung ist.